# Кушинг (Ајова)
Кушинг (енгл. Cushing) град је у америчкој савезној држави Ајова. По попису становништва из 2010. у њему је живело 220 становника.

## Демографија
Према попису становништва из 2010. у граду је живело 220 становника, што је -26 (-10.6%) становника више него 2000. године.
| Група             | 2000.       | 2010.       |
| Белци             | 245 (99,6%) | 213 (96,8%) |
| Афроамериканци    | 0 (0,0%)    | 0 (0,0%)    |
| Азијати           | 0 (0,0%)    | 0 (0,0%)    |
| Хиспаноамериканци | 1 (0,4%)    | 6 (2,7%)    |
| Укупно            | 246         | 220         |